# アルカディア (小惑星)
アルカディア (1020 Arcadia) は小惑星帯に位置する小惑星。ハイデルベルクのケーニッヒシュトゥール天文台で、ドイツの天文学者カール・ラインムートによって発見された。
ギリシャのアルカディアに因んで命名された。